# 노르웨이 롱홀
노르웨이 롱홀(영어: Norwegian Long Haul)은 노르웨이의 저비용 항공사로 오슬로 가르데르모엔 공항이 허브 공항으로 2012년에 설립되어 장거리 항공편 위주로 운항하고 있으며 주로 아시아, 북아메리카에 취항하고 있다.

## 운항 노선
- 2020년 3월 기준으로 다음과 같이 운항하고 있다.

## 보유 기종
- 2020년 3월 기준으로 노르웨이 롱홀은 다음과 같은 기종을 보유하고 있다.